# Церква Сан-Алессандро-ін-Зебедія
Церква Сан Алессандро ін Зебедія  ( італ. Chiesa di Sant'Alessandro in Zebedia) — церква XVII століття на честь вояка великомученика Александра, одна з перших споруд доби бароко у Мілані.

## Проєкт і побудова
Новітню стилістику  бароко, привнесену у Мілан, пов'язують з діяльністю  кардинала Федеріго Борромео (1564-1631). Знавець мистецтва, відкритий для нових ідей, він ініціював створення проєкту нової церкви. Зі створенням проєкту не все зрозуміло. Його створив 1601 року архітектор Лоренцо Бінаго (1554-1629). Але план церкви враховував планові рішення уславленого архітектора  Донато Браманте, котрий ще на початку 16 ст. запропонував проєкт нового собору Св. Петра в Римі у подобі грецького хреста з чотирма дзвіницями на фасадах. Проєкт архітектора Лоренцо Бінаго теж мав в плані грецький хрест (тобто пропонував центричну споруду храму), але зберіг лише дві дзвіниці на головному фасаді.
30 березня 1602 року започаткували будівництво нової церкви. З побудовою начорно упорались вже до 1626 року, коли створили купол над середхрестям. Декорування храмового інтер'єра розтяглося до 1658 року.

## Головний фасад
Головний фасад церкви увібрав найкращі здобутки, напрацьовані в створені храмів. Створено три входи, як то було ще в храмах доби готики (бароко запозичило конструктивні властивості готичних храмів, але перевело їх в нову стилістичну систему і нове пропорціонування). Центральний вхід виділений більшою висотою дверного отвору і розташований в ніші, парадний характер ніші підкреслений двома коринфськими колонами. Ніша облямована пілястрами і архітектурно-скульптурними декором. І колони ніші, і пілястри фасаду використані у великому масштабі — на всю висоту церкви до широкого карниза. Над ним фігурний фронтон з великим вікном для освітлення. Вертикальні осі фасаду, що проходять крізь пілястри,закінчуються скульптурами на парапеті. Чітко проглядає і купол над середхрестям. Дві дзвіниці логічно обмежують видовжений фасад і відіграють помітку роль в пишному, урочистому фасаді церкви та в архітектурному акценті вулиці та однойменної площі.

## Інтер'єр
Храм має пишний, але важкуватий зразок декорування. Вівтарі бічних каплиць мають образа, створені авторитетними ломбардськими художниками. Образа для капличних вівтарів створили Камілло Прокаччіні («Вознесіння Богородиці», остання каплиця з південного боку, «Голгофа» в першій каплиці ліворуч), Даніеле Креспі («Іван Хреститель» у першій каплиці праворуч від входу). 
Пишне декорування каплиці маркізи Констанци Бальбі Кузані з міста Генуя вінчає вівтарний образ «Мадонна з немовлям і святими» пензля художника Агостіно Сантагостіно (1635-1706).   
Сповідниці створені за проєктом скульптора Карло Каравалья, вони нагадують невеличку капличку, рясно прикрашену стулками напівкоштовного каміння.

## Головний вівтар
Декор головного вівтаря церкви відносять до найкращих серед храмів Мілана. Для його створення використані мармур, бронза, коштовні камені. Використані також різьблена деревина горіха, золочення і живопис. Вівтар створено за проєктом архітектора Джованні Баттіста Ріккарді, роботу сплатили родина Вісконті у 1740-х роках. в центрі вівтаря розмістили рельєф «Поховання св. великомученика Александра».

## Обрані фото головного фасаду

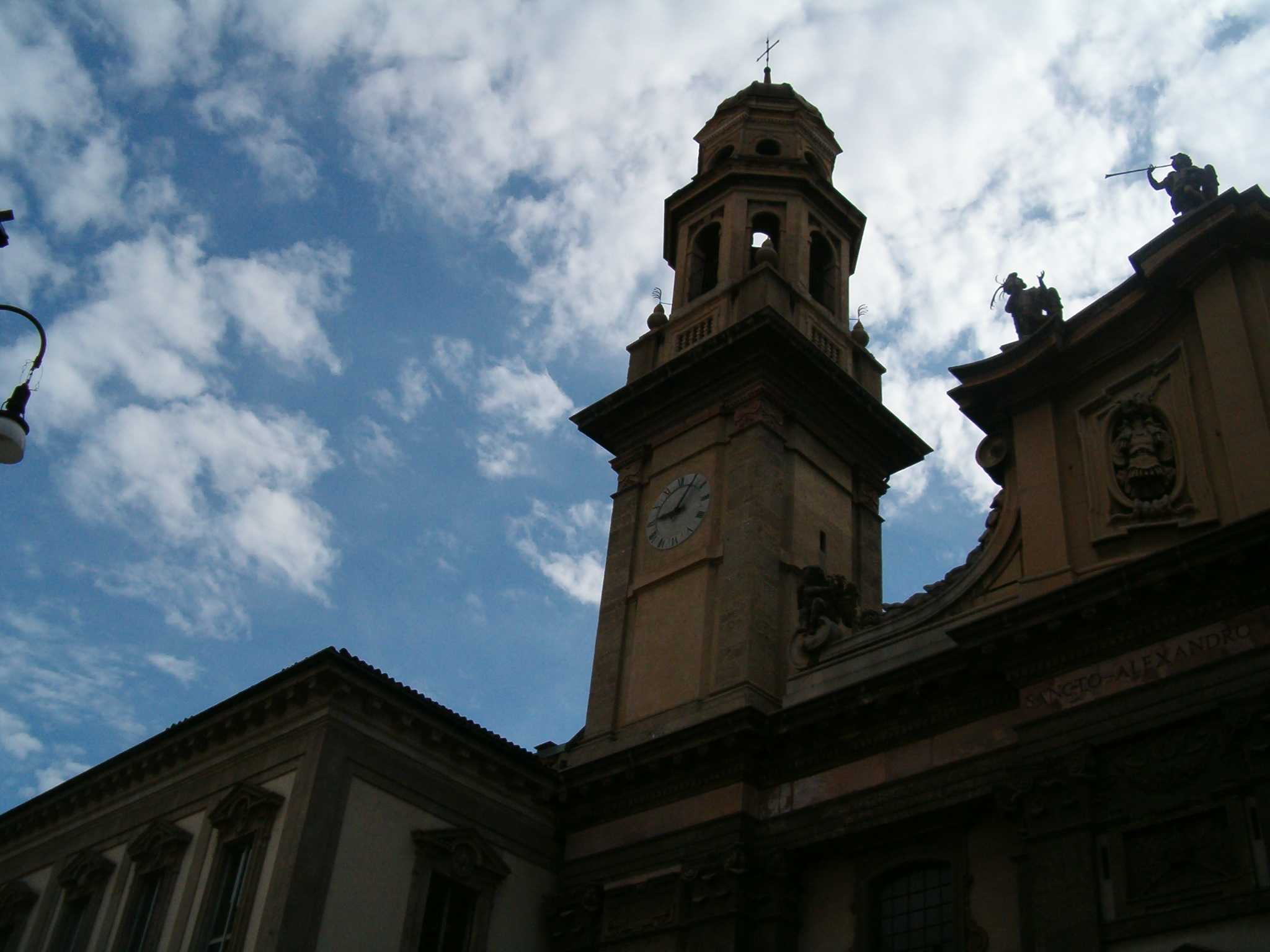
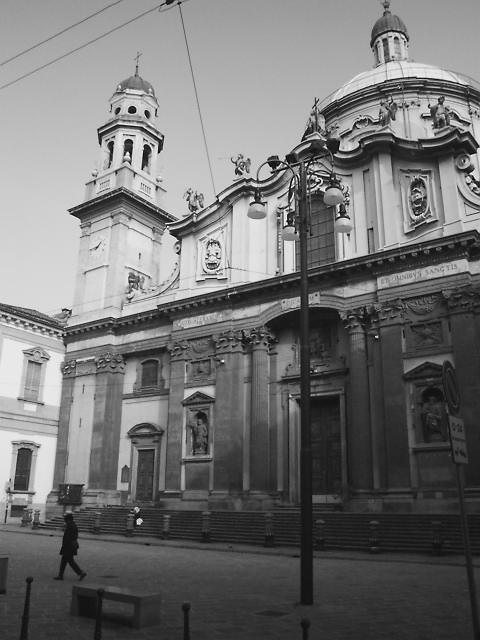
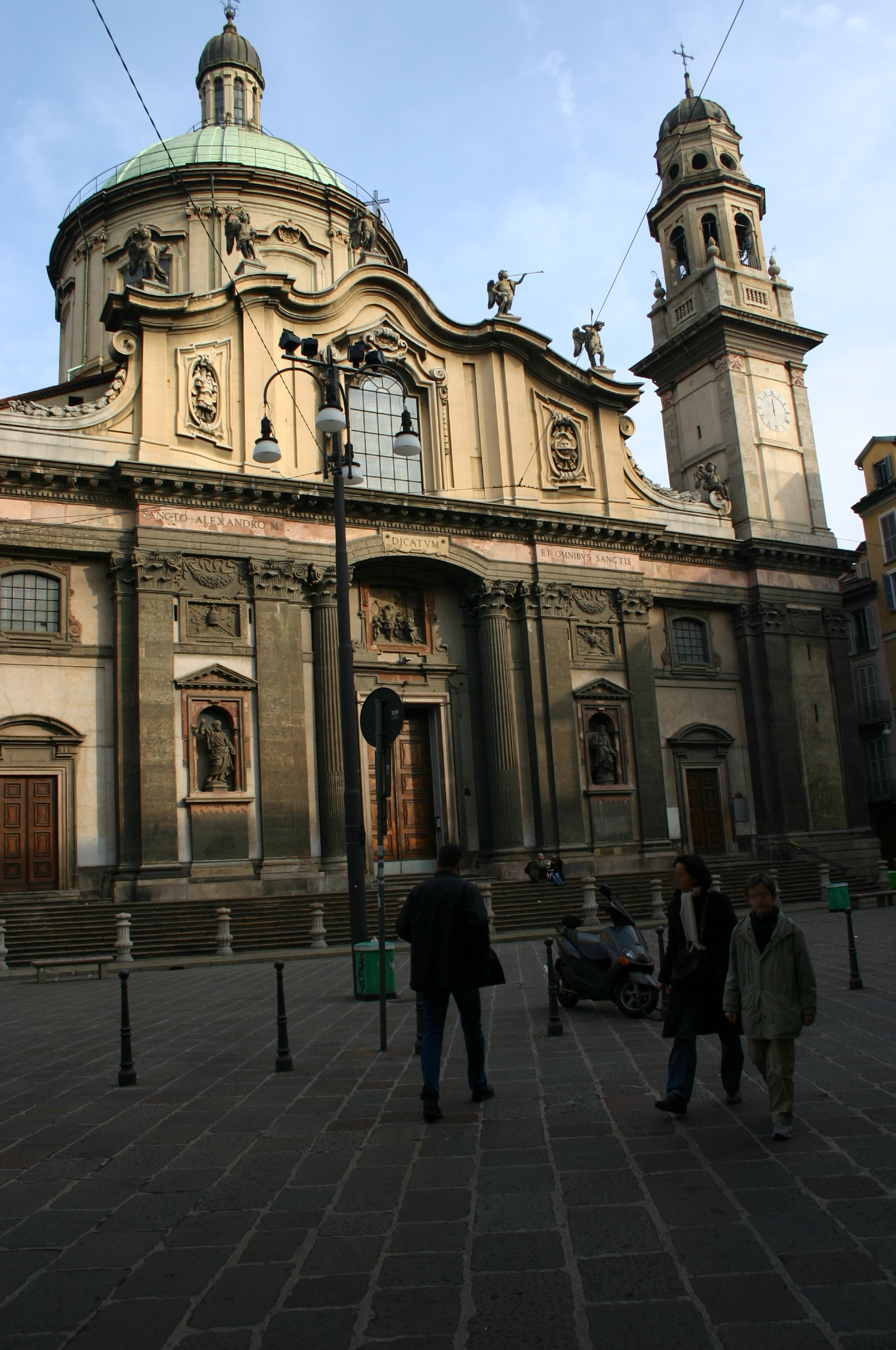
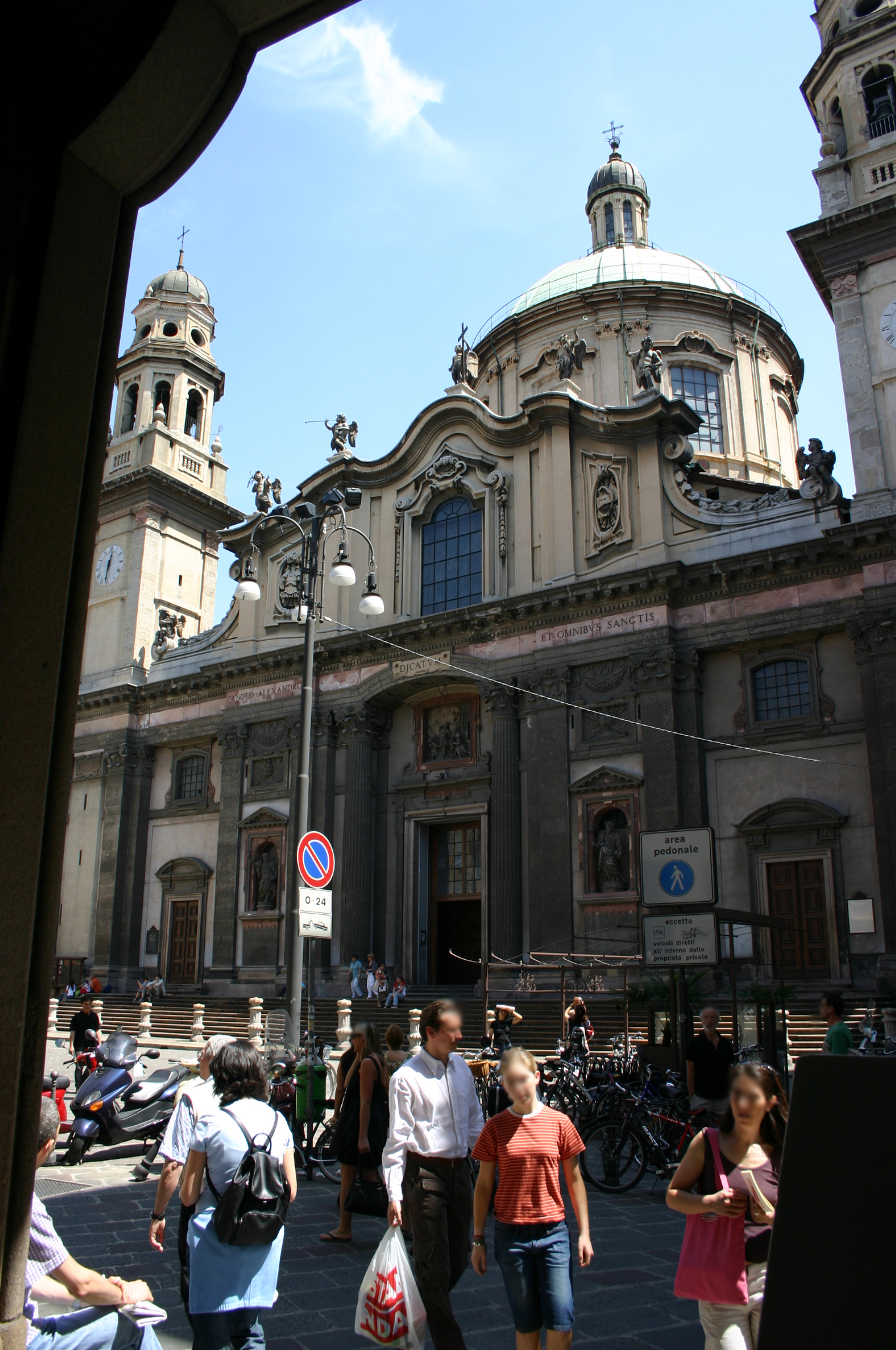

## Обрані фото в інтер'єрі

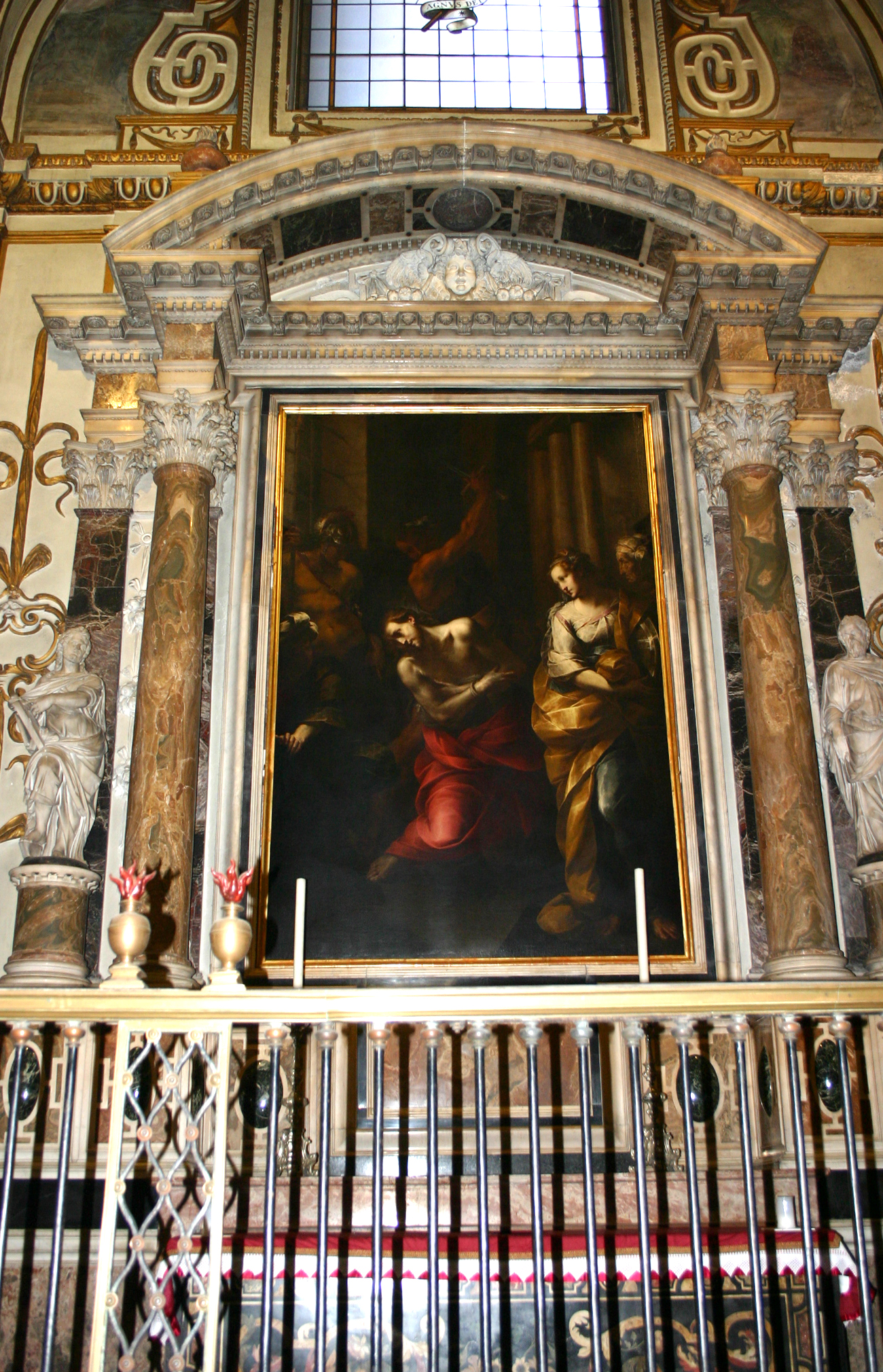
Вівтар «Страта Івана Хрестителя»
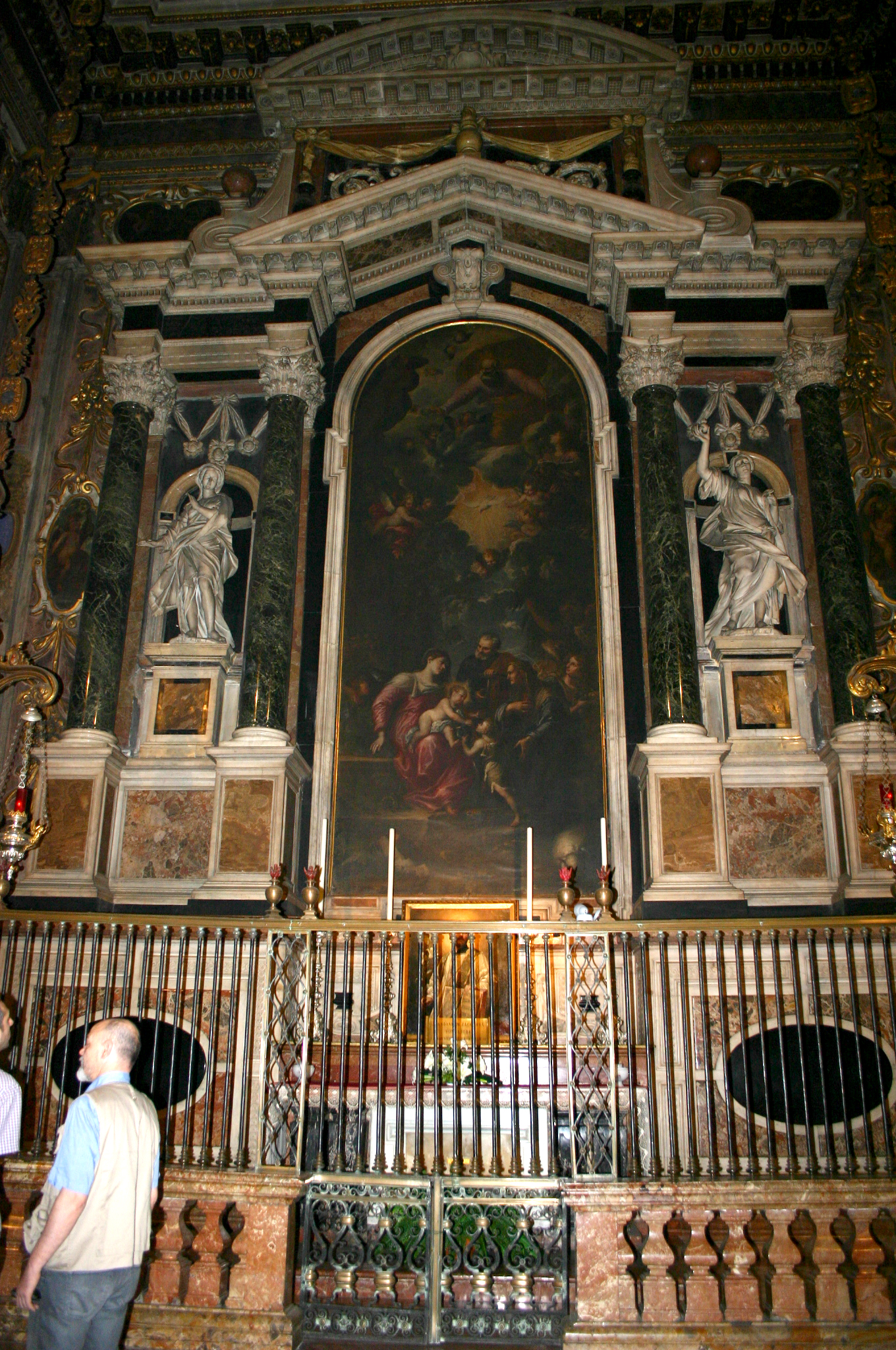
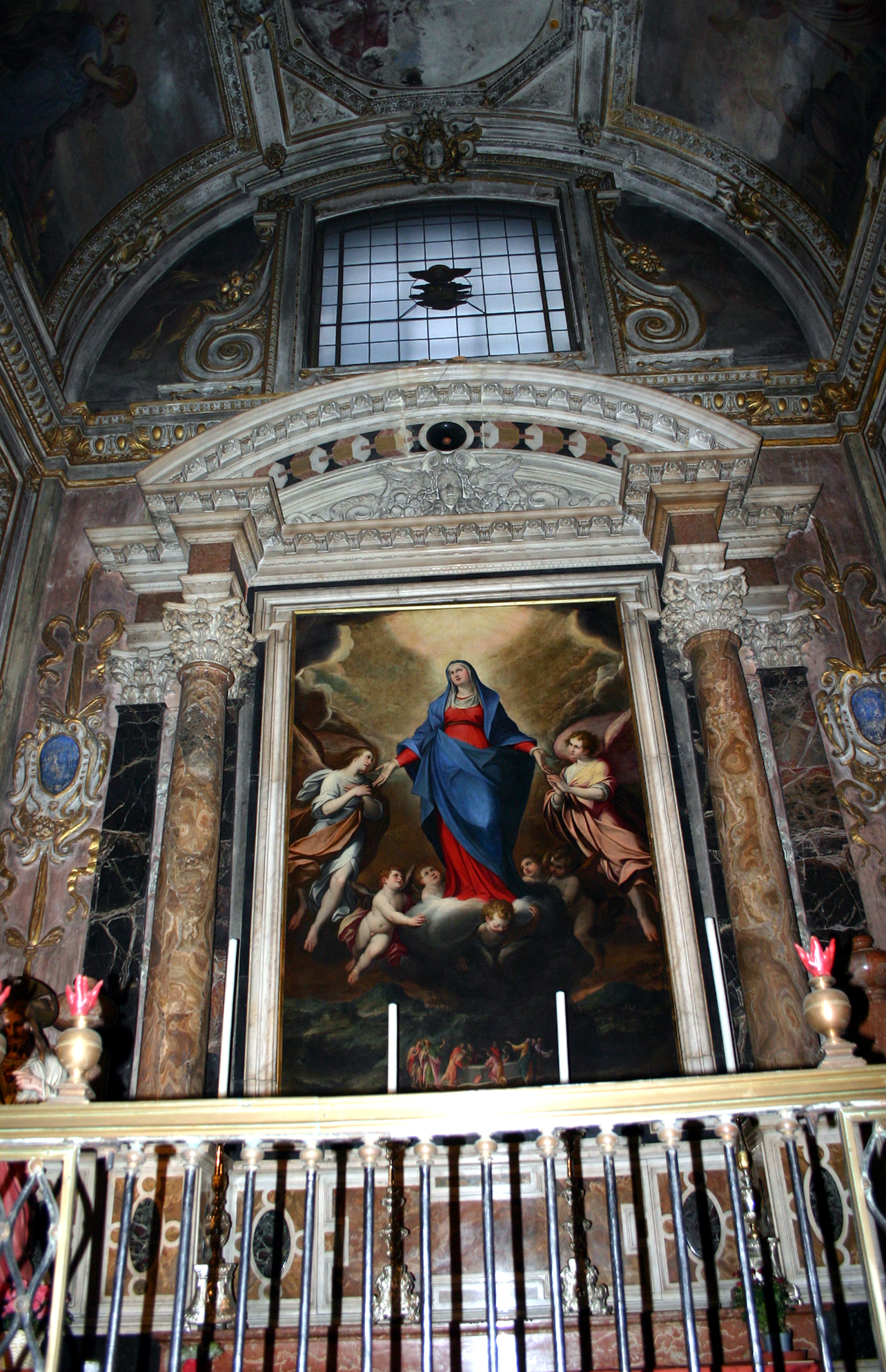
Худ. Камілло Прокаччіні. «Вознесіння Богородиці
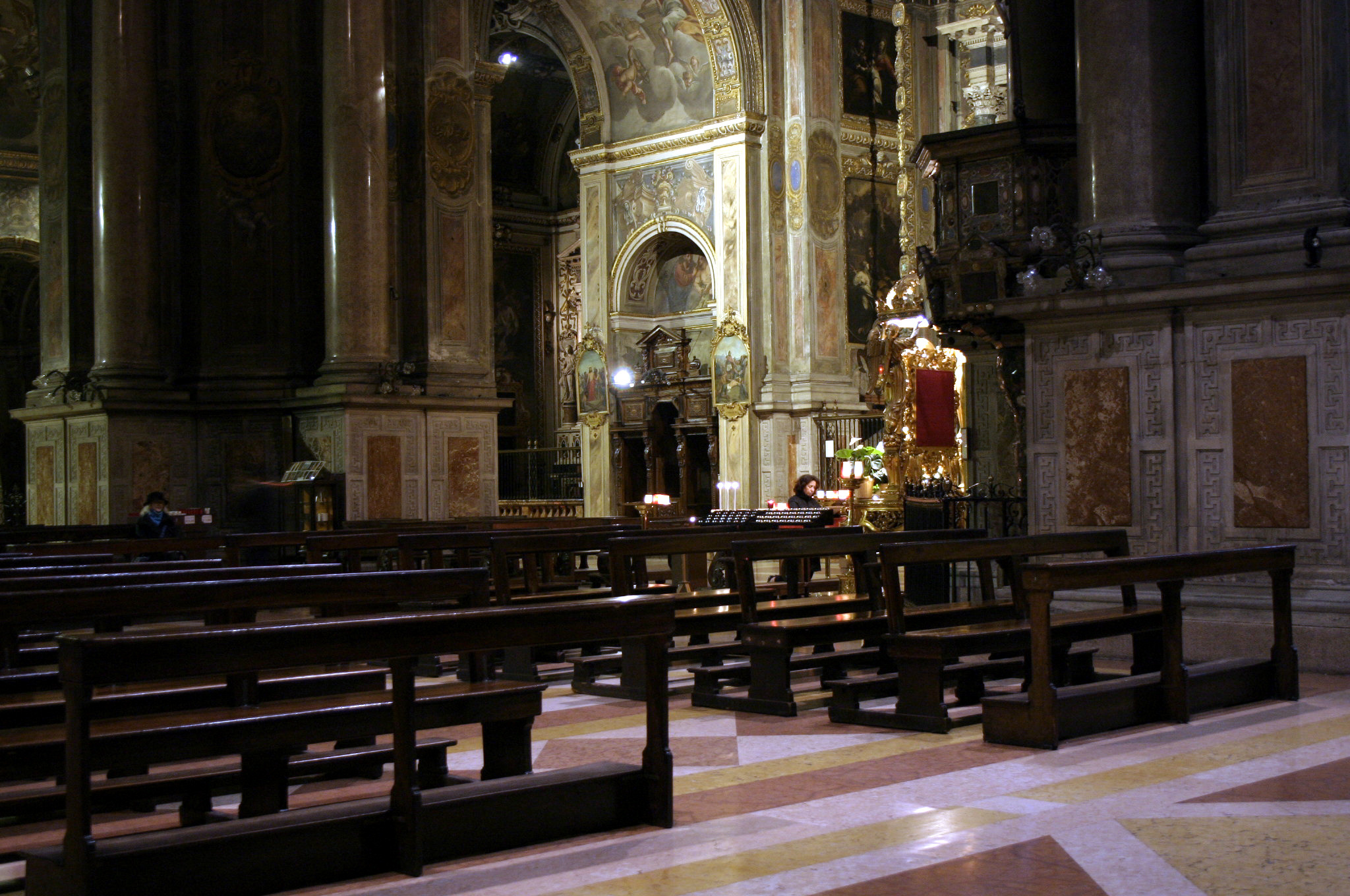

## Див.також
- Мистецтво Італії
- Палац юристів, Мілан
- Бароко
- Архітектура бароко
- Живопис бароко
- Бароко в Мілані
- Даніеле Креспі
- Алессандро Маньяско
- Карло Франческо Нуволоне
- Джуліо Чезаре Прокаччіні
- Палац сенаторів, Мілан